# Paraflyarna
Paraflyarna är varandra näraliggande sjöar i Strömsunds kommun i Jämtland och ingår i Ångermanälvens huvudavrinningsområde:
- Paraflyarna (Frostvikens socken, Jämtland, 714671-145693), sjö i Strömsunds kommun, 64°25′24″N 14°54′40″Ö / 64.4232°N 14.9112°Ö
- Paraflyarna (Frostvikens socken, Jämtland, 714678-145667), sjö i Strömsunds kommun, 64°25′26″N 14°54′21″Ö / 64.4238°N 14.9058°Ö